# بوب سنايدر
بوب سنايدر (بالإنجليزية: Bob Snyder)‏ هو لاعب كرة قدم أمريكية أمريكي، ولد في 6 فبراير 1913 في فريمونت في الولايات المتحدة، وتوفي في 4 يناير 2001 في سيلفانيا في الولايات المتحدة.

## وصلات خارجية
- بوب سنايدر على موقع مرجع كرة القدم المحترفة.كوم (الإنجليزية)